# Клотиапин
Клотиапи́н — лекарственное средство, атипичный нейролептик из группы производных дибензотиазепина. Продемонстрировал эффективность при
лечении резистентных форм шизофрении. В связи с более высоким риском экстрапирамидных побочных эффектов по сравнению с близкими к нему по химической структуре клозапином
и кветиапином некоторые источники причисляют данный препарат к типичным антипсихотикам. 